# Bologna Football Club 1952-1953
Questa voce raccoglie le informazioni riguardanti il Bologna Football Club nelle competizioni ufficiali della stagione 1952-1953.

## Stagione
Nella stagione 1952-1953 il Bologna ha disputato il campionato di Serie A, con 39 punti si è piazzato in quinta posizione, lo scudetto è stato vinto con 47 dall'Internazionale, davanti alla Juventus con 45 punti ed al Milan con 43 punti, quarto il Napoli con 41 punti.

## Divise
| Casa | Trasferta | Portiere |

## Rosa
| N. |                   | Ruolo | Calciatore               |
| -- | ----------------- | ----- | ------------------------ |
|    | Italia (bandiera) | P     | Anselmo Giorcelli        |
|    | Italia (bandiera) | D     | Dino Ballacci (capitano) |
|    | Italia (bandiera) | D     | Aldo Brandimarte         |
|    | Italia (bandiera) | D     | Giovanni Cattozzo        |
|    | Italia (bandiera) | D     | Guglielmo Giovannini     |
|    | Italia (bandiera) | D     | Fedele Greco             |
|    | Italia (bandiera) | D     | Francesco Pantaleoni     |
|    | Italia (bandiera) | D     | Antonio Zani             |
|    | Italia (bandiera) | C     | Aldo Campatelli          |
|    | Italia (bandiera) | C     | Ivano Cardinali          |

| N. |                      | Ruolo | Calciatore          |
| -- | -------------------- | ----- | ------------------- |
|    | Danimarca (bandiera) | C     | Ivan Jensen         |
|    | Danimarca (bandiera) | C     | Axel Pilmark        |
|    | Italia (bandiera)    | C     | Giorgio Turchi      |
|    | Italia (bandiera)    | A     | Giancarlo Bacci     |
|    | Italia (bandiera)    | A     | Cesarino Cervellati |
|    | Uruguay (bandiera)   | A     | José García         |
|    | Italia (bandiera)    | A     | Domenico La Forgia  |
|    | Ungheria (bandiera)  | A     | István Mike Mayer   |
|    | Italia (bandiera)    | A     | Francesco Randon    |
|    | Italia (bandiera)    | A     | Mario Tacconi       |

## Risultati

### Serie A

#### Girone di andata
| Arbitro: | Maurelli (Roma) |

|                              |           |               |
| Mike 12’, 20’ Bacci 54’, 78’ | Marcatori | 27’ Guarnieri |

| Arbitro: | Orlandini (Roma) |

|            |           |                      |
| Hansen 49’ | Marcatori | 19’ Randon 70’ Bacci |

| Arbitro: | Liverani (Torino) |

|  |           |           |
|  | Marcatori | 35’ Galli |

| Arbitro: | Occhinegro (Taranto) |

|                                                          |           |                          |
| Pilmark 10’ Cervellati 21’ Bacci 37’, 90’ Campatelli 52’ | Marcatori | 26’ Gimona 82’ Martegani |

| Arbitro: | Maurelli (Roma) |

|                                |           |  |
| Santagostino 12’ Rasmussen 74’ | Marcatori |  |

| Arbitro: | Agnolin (Bassano del Grappa) |

|                       |           |           |
| Lorenzi 39’ Mazza 72’ | Marcatori | 37’ Bacci |

| Arbitro: | Gemini (Roma) |

|                |           |  |
| Bacci 10’, 16’ | Marcatori |  |

| Arbitro: | Valsecchi (Milano) |

|                             |           |                            |
| Savioni 3’ Baira 70’ (rig.) | Marcatori | 40’ (rig.) Mike 69’ Randon |

| Arbitro: | Maurelli (Roma) |

|           |           |  |
| Garcia 3’ | Marcatori |  |

| Arbitro: | Orlandini (Roma) |

|                     |           |             |
| Cervellati 15’, 48’ | Marcatori | 42’ Bennike |

| Arbitro: | Marchetti (Milano) |

|             |           |                |
| Mariani 37’ | Marcatori | 50’ Campatelli |

| Arbitro: | Gemini (Roma) |

|                  |           |                                    |
| Bacci 89’ (rig.) | Marcatori | 18’ Pesaola 33’ Jeppson 77’ Amadei |

| Arbitro: | Guarnaschelli (Pavia) |

|  |           |              |
|  | Marcatori | 36’ Sørensen |

| Arbitro: | Occhinegro (Taranto) |

|                    |           |                          |
| Bergamo 87’ (rig.) | Marcatori | 24’ Bacci 85’ Cervellati |

| Arbitro: | Fortina (Novara) |

|                                        |           |                 |
| Mike 9’ Bacci 40’ Menegotti 68’ (aut.) | Marcatori | 40’ (rig.) Moro |

| Arbitro: | Orlandini (Roma) |

|                   |           |  |
| La Forgia 9’, 87’ | Marcatori |  |

| Arbitro: | Pieri (Trieste) |

|          |           |                 |
| Buhtz 4’ | Marcatori | 35’ (rig.) Mike |

#### Girone di ritorno
| Arbitro: | Orlandini (Roma) |

|                                          |           |  |
| Bertolini 34’ Ciccarelli 65’ Hofling 84’ | Marcatori |  |

| Arbitro: | Massai (Pisa) |

|          |           |  |
| Mike 28’ | Marcatori |  |

| Arbitro: | Pieri (Bologna) |

|                      |           |                |
| Galli 41’ Bronée 84’ | Marcatori | 15’ Cervellati |

| Arbitro: | Gemini (Roma) |

|                                         |           |           |
| Sukru 8’ Bettini 23’, 86’ De Grandi 29’ | Marcatori | 51’ Bacci |

| Arbitro: | Corallo (Lecce) |

|                                   |           |                   |
| Cervellati 18’ Bacci 53’ Mike 71’ | Marcatori | 10’ (aut.) Jensen |

| Arbitro: | Pieri (Trieste) |

|                   |           |  |
| Mike 6’ Bacci 57’ | Marcatori |  |

| Arbitro: | Piemonte (Monfalcone) |

|             |           |           |
| Oppezzo 50’ | Marcatori | 72’ Greco |

| Arbitro: | Marchese (Napoli) |

|           |           |  |
| Greco 67’ | Marcatori |  |

| Arbitro: | Piemonte (Monfalcone) |

|             |           |  |
| Baldini 75’ | Marcatori |  |

| Arbitro: | Gemini (Roma) |

|              |           |                                                      |
| Busnelli 63’ | Marcatori | 27’ Cervellati 61’ Tacconi 68’ (rig.) Mike 81’ Bacci |

| Arbitro: | Orlandini (Roma) |

|                    |           |             |
| Cervellati 7’, 43’ | Marcatori | 12’ Cervato |

| Arbitro: | Carpani (Milano) |

|                                                 |           |             |
| Pesaola 52’ Castelli 54’ Vitali 56’ Jeppson 80’ | Marcatori | 84’ Tacconi |

| Arbitro: | Marchetti (Milano) |

|            |           |  |
| Ispiro 75’ | Marcatori |  |

| Arbitro: | Campanati (Milano) |

|          |           |              |
| Mike 28’ | Marcatori | 86’ Bredesen |

| Arbitro: | Guarnaschelli (Pavia) |

|              |           |  |
| Castaldo 71’ | Marcatori |  |

| Arbitro: | Rigato (Mestre) |

|             |           |           |
| Nordahl 44’ | Marcatori | 57’ Bacci |

| Arbitro: | Arpaia (Roma) |

|                |           |                  |
| Bacci 23’, 63’ | Marcatori | 3’, 37’ Giovetti |

## Statistiche

### Statistiche di squadra
| Competizione | Punti | In casa | In casa | In casa | In casa | In casa | In casa | In trasferta | In trasferta | In trasferta | In trasferta | In trasferta | In trasferta | Totale | Totale | Totale | Totale | Totale | Totale | DR |
| Competizione | Punti | G       | V       | N       | P       | Gf      | Gs      | G            | V            | N            | P            | Gf           | Gs           | G      | V      | N      | P      | Gf     | Gs     | DR |
| ------------ | ----- | ------- | ------- | ------- | ------- | ------- | ------- | ------------ | ------------ | ------------ | ------------ | ------------ | ------------ | ------ | ------ | ------ | ------ | ------ | ------ | -- |
| Serie A      | 39    | 17      | 12      | 2       | 3       | 32      | 15      | 17           | 4            | 5            | 8            | 20           | 28           | 34     | 16     | 7      | 11     | 52     | 43     | +9 |

### Statistiche dei giocatori
| Giocatore      | Serie A  | Serie A |
| Giocatore      | Presenze | Reti    |
| -------------- | -------- | ------- |
| G. Bacci       | 30       | 18      |
| D. Ballacci    | 32       | 0       |
| A. Brandimarte | 5        | 0       |
| A. Campatelli  | 5        | 2       |
| I. Cardinali   | 1        | 0       |
| G. Cattozzo    | 24       | 0       |
| C. Cervellati  | 30       | 9       |
| J. Garcia      | 25       | 1       |
| A. Giorcelli   | 34       | -43     |
| G. Giovannini  | 14       | 0       |
| F. Greco       | 29       | 2       |
| I. Jensen      | 29       | 0       |
| D. La Forgia   | 13       | 2       |
| I. Mike        | 28       | 10      |
| F. Pantaleoni  | 8        | 0       |
| A. Pilmark     | 32       | 1       |
| F. Randon      | 21       | 2       |
| M. Tacconi     | 12       | 2       |
| G. Turchi      | 2        | 0       |